# Swamp pop
Swamp pop é um gênero musical nativo da região de Acadiana, no sul da Louisiana, e de uma seção adjacente do sudeste do Texas. Criado na década de 1950 por jovens cajuns e crioulos, ele combina rhythm and blues ao estilo de Nova Orleans, country e western e influências musicais tradicionais da Louisiana francesa. Embora seja um gênero bastante obscuro, swamp pop mantém um grande público no sul da Louisiana e sudeste do Texas, e conquistou um pequeno, mas apaixonado grupo de seguidores no Reino Unido, no norte da Europa e no Japão.

## Características

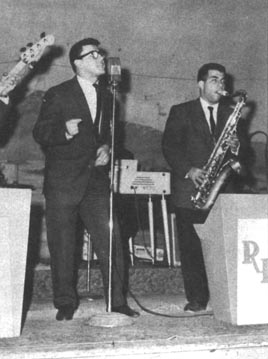
Jivin 'Gene, músico de swamp pop, c. 1959

O som swamp pop é caracterizado por letras altamente emocionais e apaixonadas, pianos honky-tonk tripletos, linhas de baixo ondulantes, seções de sopro estridentes e uma batida forte de rhythm and blues . É exemplificado por baladas lentas como '"Mathilda" (gravado em 1958) Cookie and the Cupcakes, considerado por muitos fãs como o "hino" não oficial do swamp pop. Mas o gênero também produziu muitas composições animadas, como "Later Alligator" (1955) de Bobby Charles, popularmente por versão cover de Bill Haley & His Comets.
Durante o apogeu do gênero (1958–1964), várias canções swamp pop  apareceram nas paradas de discos nacionais dos Estados Unidos. Entre eles estavam "Just A Dream" (1958) de Jimmy Clanton, "Prisoner's Song" de Warren Storm (1958), "Sea Of Love" de Phil Phillips (1959), "This Should Go On Forever" de Rod Bernard (1959), Joe Barry's "I'm a Fool to Care" (1960) e "I'm Leaving It Up to You" (1963) de Dale e Grace.
No local de nascimento do swamp pop da Louisiana – sudeste do Texas, os fãs consideraram muitas canções que nunca se tornaram sucessos nacionais como clássicas. Estes incluem "Lonely Days, Lonely Nights" de Johnnie Allan (1958), "Crazy Baby" (1959) de Buck Rogers, "Let's Do the Cajun Twist" (1962) de Randy and the Rockets , "I'm Not a Fool Anymore "(1963) de T. K. Hulin, e" Big Blue Diamond "de Clint West (1965), entre vários outros.

## Raízes e história primitiva
Os músicos que deram origem ao Swamp pop ouviram (e frequentemente executaram) música tradicional Cajun e música crioula (que mais tarde se desenvolveu em zydeco) quando crianças, bem como canções populares country e western (hilbilly) de músicos como Bob Wills, Moon Mullican e Hank Williams. No entanto, como outros jovens americanos em meados da década de 1950, eles descobriram os novos sons atraentes de artistas de rock and roll e rhythm and blues como Elvis Presley e Fats Domino. Como resultado, esses adolescentes cajuns e crioulos abandonaram as composições folclóricas francesas da Louisiana como "Jolie Blonde", "Allons a Lafayette" e "Les flammes d'enfer" em favor de canções de rock and roll e rhythm and blues em inglês. Ao mesmo tempo, eles mudaram de instrumentos folclóricos como o acordeão, violino e triângulo de ferro para os modernos, como guitarra elétrica e baixo, piano vertical, saxofone e kit de bateria.

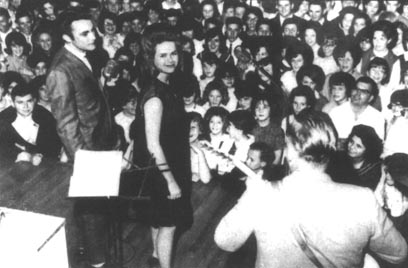
Dupla pop do pântano Dale & Grace, c. 1963

No final da década de 1950, os músicos swamp pop desenvolveram seu próprio som e repertórios distintos. Eles se apresentaram para multidões receptivas em salões de dança locais, como o Southern Club em Opelousas, Landry's Palladium em Lafayette, o OST Club em Rayne e o  Green Lantern  em Lawtell. Além disso, eles lançaram gravações em gravadoras locais, como a gravadora Jin de Floyd Soileau de Ville Platte, Goldband de Lake Charles de Eddie Shuler, La Louisianne de Lafayette de Carol Rachou, a gravadora Crazy Cajun de Huey Meaux de Houston e várias gravadoras de propriedade de JD Miller de Crowley, Louisiana (que também gravou canções swamp pop para grandes gravadoras nacionais, como a gravadora Excello Records de Ernie Young de Nashville).
Os músicos swamp pop frequentemente adotavam nomes artísticos anglo-americanos que mascaravam seus sobrenomes Cajun. John Allen Guillot, por exemplo, tornou-se Johnnie Allan, Robert Charles Guidry tornou-se Bobby Charles, Joe Barrios tornou-se Joe Barry, Elwood Dugas tornou-se Bobby Page e Terry Gene DeRouen tornou-se Gene Terry. Alguns desses músicos mudaram de nome porque tinham vergonha de sua herança rural francesa - um sentimento compartilhado na época por um segmento da população Cajun. Mas a economia motivou a maioria dos músicos swamp pop: eles queriam vender discos não apenas no sul da Louisiana e sudeste do Texas, mas além, onde a pronúncia de sobrenomes étnicos como Guillot, Barrios e DeRouen escapava aos promotores de discos, disc-jóqueis e consumidores.
Apesar de suas óbvias influências de rock and roll e rhythm & blues, o swamp pop não era desprovido de características folk. Por exemplo, Bobby Page e os Riff Raffs gravaram "Hippy-Ti-Yo", uma versão bilingue de rock and roll da tradicional canção francesa Cajun "Hip et Taiaut" e Rod Bernard fez o mesmo com "Allons danser Colinda", outra importante composição folclórica. Joe Barry regravou seu hit swamp pop "I'm A Fool To Care" em francês com o título "Je suis bête pour t'aimer". E Randy e os Rockets lançaram "Let's Do The Cajun Twist", um remake inglês da favorita canção Cajun, "Allons a Lafayette".

## Legado
Mais de vinte canções swamp pop apareceram na Billboard Hot 100 desde a origem do gênero em meados da década de 1950. Cinco deles entraram no Top 10 e três alcançaram o primeiro lugar. Embora o swamp pop se baseasse fortemente no rhythm and blues de Nova Orleans, ele retribuiu causando um impacto perceptível em canções como "Just because" de Lloyd Price, "They Lonely Lonely Nights" de Earl King, "Can't Believe You Want To Leave"e "Send Me Some Lovin"  de Little Richard, e  "(I Don't Know Why) But I Do" e "On Bended Knee" (ambas composições de Bobby Charles) de Clarence "Frogman" Henry' Swamp pop também deixou sua marca no gênero relacionado, mas distinto conhecido como "swamp blues", incluindo o clássico "Rainin 'in My Heart"  de Slim Harpo. Jerry Lee Lewis gravou muitas canções de tipo swamp blues/swamp pop, principalmente o hit "Mathilda" de Cookie and the Cupcakes, "Rainin 'in my heart" de Harpo e uma versão do standard de blues "Got you on my mind" que provavelmente se baseia na interpretação do Cookie.
O impacto do swamp pop na música popular é ouvido na versões covers dos Rolling Stones de "You'll Lose a Good Thing" e "Oh, baby (We Got A Good Thing Goin ')" de Barbara Lynn, a versão Honeydrippers  Sea of Love de Phil Phillips, o remake de de" Pledging My Love "de Johnny Ace por Elvis Presley, e até mesmo" Oh! Darling "canção dos Beatles inspirada no swamp pop.
Swamp pop influenciou a música Tejano, particularmente as gravações das primeiras canções swamp de Freddy Fender, como "Before The Next Teardrop Falls" e "Wasted Days and Wasted Nights" em 1975. (O público do sul da Louisiana e sudeste do Texas geralmente considera Fender um músico swamp pop completo.) .
Embora o swamp pop tenha começado um lento declínio com o ataque da Invasão Britânica em meados dos anos 60, o gênero continua a atrair fãs dedicados aos festivais e casas noturnas do sul da Louisiana e do sudeste do Texas. Alguns músicos mais jovens não pertencentes ao pântano, como o artista Cajun Zachary Richard e C. C. Adcock, reconheceram uma forte influência do swamp pop.

## Swamp rock
Swamp rock é um gênero distinto que se inspirou mais no rock dos anos 1960 do que no rhythm and blues dos anos 1950, que ajudaram a definir o swamp pop. É sintetizado pelo trabalho de artistas como Creedence Clearwater Revival, John Fogerty, Dale Hawkins, Ronnie Hawkins, Little Feat, The Band, Leon Russell, Delaney & Bonnie e Tony Joe White.

## Discografia selecionada

### Singles
- "Lonely Days, Lonely Nights" de Johnnie Allan
- "Mathilda" de Cookie & The Cupcakes
- "Sea of Love" de Phil Phillips, Mercury, 1959.
- "Raining in My Heart" de Slim Harpo, Excello, 1961.

### Álbuns
- Raining in My Heart de Slim Harpo, Excello, 1961.
- Promised Land de Johnnie Allan, Ace 380, 1992 (UK).
- Swamp Pop Legend: Johnnie Allan – The Essential Collection de Johnnie Alla,n Jin 9044, 1995.
- Swamp Pop Legend: Rod Bernard – The Essential Collection de Rod Bernard, Jin 9056, 1998.
- Swamp Rock 'n' Roller de Rod Bernard, Ace 488, 1994 (UK).
- Swamp Boogie Blues de The Boogie Kings, Jin 9045, 1995.
- The Early Years de Van Broussard, CSP 1007, 1993.
- Bobby Charles de Bobby Charles, 1971
- By Request de Cookie & The Cupcakes, Jin 9037, 1993.
- Swamp Pop Legend: Charles Mann – The Essential Collection de Charles Mann, Jin 9060, 1998.
- A Blast from the Past – The Essential Collection de Randy & The Rockets, Jin 9059, 1998.
- Sea of Love, (Album) de Phil Phillips, Bear Family, 2008.
- Night After Night de Warren Storm, Jin 9039, 1995.
- Swamp Pop Legend: Tommy McLain – The Essential Collection de Tommy McLain, Jin 9054, 1997.
- Swamp Pop Legend: Clint West – The Essential Collection de Clint West, Jin 9055, 1997.
- Don't Miss Your Waterm, The Uniques (banda de Lousiana)
- Eddie's House of Hits: The Story of Goldband Records,  Ace 424, 1992 (UK).
- Swamp Gold, Vol. 1 - Vol.8, vários artistas, Jin (1991–2006).